# 霍普韋爾 (堪薩斯州華盛頓縣)
霍普韋爾（英語：Hopewell）是位於美國堪薩斯州華盛頓縣的一個鬼鎮。

## 歷史
霍普韋爾的郵政局於1879年設立，直到1890年結束營運。

## 地理
霍普韋爾所處的海拔為高於海平面485米（即1591英呎），而該地所採用的時區為UTC-6，即北美中部時區（CST）。同時該地設有夏令時間，為UTC-6調快一小時，即UTC-5（CDT）。